# Iceland Express
A Iceland Express foi uma companhia aérea de baixo custo sediada em Reykjavík, Islândia, fundada em 2002. Em outubro de 2012 a companhia foi integrada na islandesa WOW air.
Operava diversos destinos para a Europa usando aviões Airbus A320 em wet lease. A sua base principal era o Aeroporto Internacional de Keflavík.

## Frota
- 2 Airbus A320